# 新碟貝屬
新碟貝屬，亦作新䗩貝属，是现代单板纲动物中高度衍生的一个属，目前只包括四個物種。

## 物种
本屬目前已确认的物种有下列四个： 
- Neopilina bruuni Menzies, 1968
- 新䗩貝 Neopilina galatheae Lemche, 1957[2]：又譯作加拉提亚新碟贝[1]。
- Neopilina rebainsi Moskalev, Starobogatov & Filatova, 1983
- Neopilina starobogatovi Ivanov & Moskalev, 2007

## 系统发育学
一些分子研究结果表明，新碟貝屬物種位於多板纲的演化支的範圍，尽管这些结果受到了质疑。化石和形态学数据表明，它们是衍生的，与其“先祖软体动物”几乎没有相似之处。

## 生态学

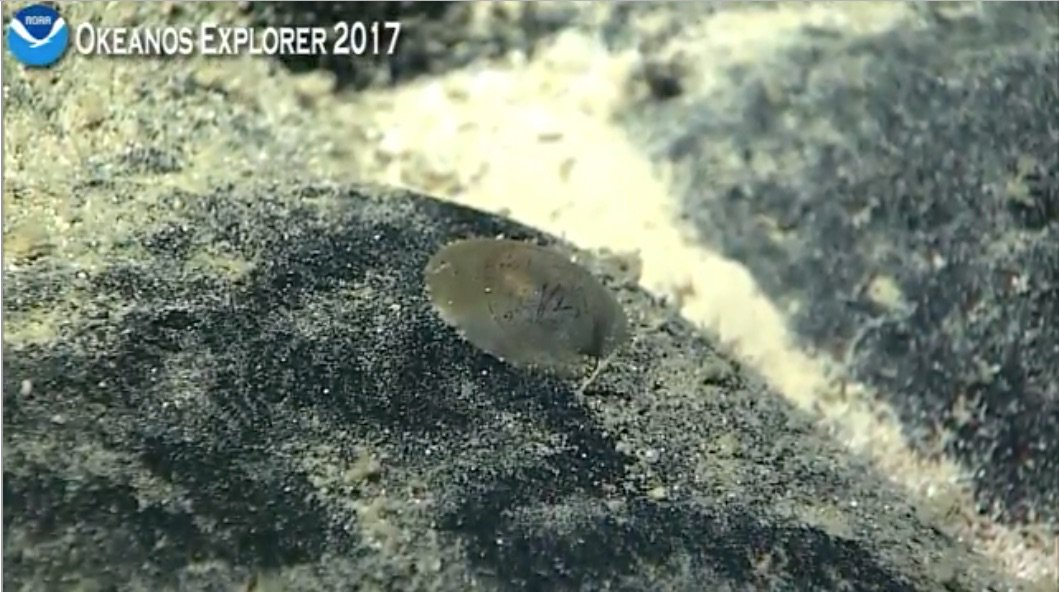
Neopilina sp. 的视频片段截图，来自2017年Okeanos Explorer美属萨摩亚探险队

Neopilina是一种底栖动物，可能是一种沉积食性动物；活着的时候，其外壳上覆盖着一层粘液，这可能与进食或运动有关。

## 外部連結
- Neopilina sp. 的视频由 NOAA 2017 年美属萨摩亚探险队 (EX-17-02) 的 ROV Deep Discoverer 在 3837 米深度处第 08 次潜水拍摄的镜头。